# فالاكراين

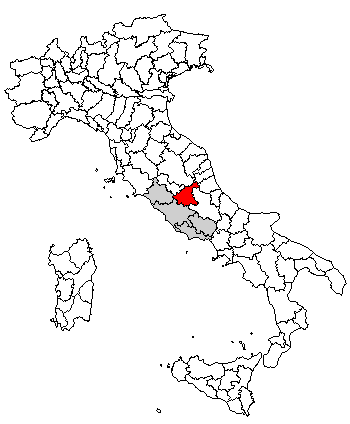
موقع مقاطعة رييتي في الجمهورية الإيطالية

فالاكراين (باللاتينية: Falacrīnum) أو vīcus Phalacrīnae ؛ (بالإيطالية: Falacrine) قرية في روما القديمة كانت مسقط رأس الإمبراطور فيسباسيان (9-79 م).

## الموقع
الموقع الدقيق القرية ظل محل جدال ونقاش لفترة طويلة. كان يعتقد أن موقع القرية يقع خلف مدينة رييتي في شمال شرق مدينة روما . ووفقًا للتقاليد المحلية وما تناقله السكان قبل القرن السادس عشر ، فإنه من المرجح أنها كانت تقع في نفس موقع قلعة ألاتري حاليا. لكن المؤرخ الإيطالي ماريانو فيتوري يرجح أن القرية تقع بالقرب من بلدة سيتاريال في مقاطعة رييتي.
أما سكان مدينة أماتريتشي الإيطالية فيعتقدون أن مدينة فالاكراين تقع مكان قرية توريتا (وهي إحدى قرى المدينة) فوق الوادي الذي يحمل نفس الاسم. بينما اقترح البعض الآخر أنها تقع في مدينة أنترودوكو أو مدينة رييتي أو بلدة باغينكو سابينو .
في عام 2009 ، اكتشف علماء الآثار عن وجود قصر كبير مساحته 150،000 قدم مربع (14،000 متر مربع) بالقرب من بلدة سيتاريال يعود للقرن الأول مما جعلهم متأكدين بأن هذا القصر هو أحد مباني القرية.